# 葛飾北雅
葛飾 北雅（かつしか ほくが、生没年不詳）とは、江戸時代の浮世絵師。

## 来歴
富川房信及び葛飾北斎の門人。本姓は山寺、名は妙之助、後に信之。葛飾の画姓を称し、江戸の牛込田窪に住む。初めは富川房信について絵を学び、二代富川吟雪と称したという。作画期は文化から天保にかけてで、刊行年は不明であるが狂歌本2種の挿絵や肉筆画などを残している。文政7年（1824年）からは花菱斎と号した。

## 作品
- 『狂歌佐々那美』一冊　※便々館湖静編、岳亭春信も挿絵を描く。
- 『狂歌列仙画像集　続編』一冊　※五車亭亀山編、北雅挿絵
- 「大黒と大根」　錦絵　ボストン美術館所蔵
- 「菊慈童」　摺物　ボストン美術館所蔵
- 「蝦蟇仙人」　同上
- 「糸瓜に蝉」　紙本着色　ボストン美術館所蔵　※「北雅」の落款、「北」・「雅」の白文方連印あり
- 「桟橋美人図」　絹本着色　※「花菱斎北雅」の落款と「北」・「雅」の朱文方印、「いよの舟　一艘いつか柳はし　むかふ島まて　やとひこし元　蜀山人」の画賛あり。萬野美術館旧蔵
- 「笠子に烏賊図」　紙本着色　大英博物館所蔵